# Burlington (Wisconsin, kisváros)
Burlington kisváros (town) az Amerikai Egyesült Államok Wisconsin államában, Racine megyében. Lakosainak száma 6465 fő (2020. április 1.).

## Népesség
A település népességének változása:

| 2010 | 6 502 |
| 2020 | 6 465 |